# Campeonato Potiguar de Futebol de 2018 - Segunda Divisão
O Campeonato Potiguar de Futebol - Segunda Divisão 2018 foi a 20ª edição do campeonato estadual de futebol da 2ª divisão do Rio Grande do Norte.

## Regulamento
O regulamento deste ano sofreu alteração, principalmente porque o número de equipes que irão disputar o torneio aumentou. O campeonato contará com as seis equipes sendo divididas em dois grupos, jogando no formato de todos contra todos em (turno e returno) dentro dos seus grupos. Cada equipe jogará quatro vezes em seis rodadas de competição (cada equipe folga duas vezes no torneio). Exclusivamente esse ano, haverá semifinal e final. A semifinal será no sistema de ida e volta com chaveamento cruzado. Na final, as equipes vencedoras das semifinais irão jogar na Arena das Dunas em jogo único, ou seja, o campeão será a equipe vencedora da final, em caso de empate na semifinal e final, o vencedor do confronto será decidido através de cobranças de pênaltis. Outro detalhe do regulamento, é que a competição continuará sendo Sub-23, onde os times poderão relacionar apenas cinco atletas acima dos 23 anos de idade em cada partida.

### Critérios de desempate
Em caso de igualdade no número de pontos na competição, os critérios de desempate foram, nesta ordem:

 I   – Maior número de vitórias; 

II  – Maior saldo de gols; 

III – Maior número de gols marcados; 

IV – Menor número de gols sofridos;

V – Menor número de cartões vermelhos;

VI – Menor número de cartões amarelos;

VII – Sorteio.

## Participantes
| Equipe            | Cidade     | Em 2017               | Estádio         | Capacidade | Títulos        |
| Alecrim           | Natal      | 8º (Primeira Divisão) | Barrettão       | 10 068     | 0 (não possui) |
| Atlético Potiguar | Natal      | 2º (Segunda Divisão)  | Frasqueirão     | 15 082     | 0 (não possui) |
| Cruzeiro          | Macaíba    | Não participou        | Edgarzão        | 4 200      | 0 (não possui) |
| Mossoró           | Mossoró    | 4º (Segunda divisão)  | Nogueirão       | 9 000      | 0 (não possui) |
| Palmeira          | Goianinha  | 3º (Segunda Divisão)  | Nazarenão       | 4 100      | 0 (não possui) |
| Visão Celeste     | Parnamirim | 5º (Segunda divisão)  | Arena das Dunas | 32 000     | 0 (não possui) |

## Classificação

### Grupo A
| Classificação | Classificação     | Classificação | Classificação | Classificação | Classificação | Classificação | Classificação | Classificação | Classificação | Classificação | Classificação |
| Pos           | Times             | Pts           | J             | V             | E             | D             | GP            | GC            | SG            | %             |               |
| ------------- | ----------------- | ------------- | ------------- | ------------- | ------------- | ------------- | ------------- | ------------- | ------------- | ------------- | ------------- |
| 1             | Mossoró           | 9             | 4             | 3             | 0             | 1             | 10            | 4             | +6            | 75%           |               |
| 2             | Visão Celeste     | 7             | 4             | 2             | 1             | 1             | 5             | 4             | 1             | 58.3%         |               |
| 3             | Atlético Potiguar | 1             | 4             | 0             | 1             | 3             | 2             | 9             | –7            | 8.3%          |               |

| Atlético Potiguar | —   | 1–3 | 0–1 |
| Mossoró           | 4–0 | —   | 2–1 |
| Visão Celeste     | 1–1 | 2–1 | —   |

|  |            |
|  | Semifinais |

|  |                      |
|  | Vitória do mandante  |
|  | Vitória do visitante |
|  | Empate               |

### Grupo B
| Classificação | Classificação | Classificação | Classificação | Classificação | Classificação | Classificação | Classificação | Classificação | Classificação | Classificação | Classificação |
| Pos           | Times         | Pts           | J             | V             | E             | D             | GP            | GC            | SG            | %             |               |
| ------------- | ------------- | ------------- | ------------- | ------------- | ------------- | ------------- | ------------- | ------------- | ------------- | ------------- | ------------- |
| 1             | Alecrim       | 9             | 4             | 3             | 0             | 1             | 6             | 1             | +5            | 75%           |               |
| 2             | Palmeira      | 9             | 4             | 3             | 0             | 1             | 6             | 3             | +3            | 75%           |               |
| 3             | Cruzeiro-RN   | 0             | 4             | 0             | 0             | 4             | 0             | 8             | –8            | 0%            |               |

| Alecrim     | —   | 1–0 | 0–1 |
| Cruzeiro-RN | 0–2 | —   | 0–2 |
| Palmeira    | 0–3 | 3–0 | —   |

|  |            |
|  | Semifinais |

|  |                      |
|  | Vitória do mandante  |
|  | Vitória do visitante |
|  | Empate               |

### Desempenho por rodada
| 1       | 2   | 3   | 4   | 5   | 6   |     |
| Grupo A | MOS | MOS | MOS | MOS | MOS | MOS |
| Grupo B | ALE | ALE | ALE | ALE | ALE | ALE |

| 1       | 2   | 3   | 4   | 5   | 6   |     |
| Grupo A | VIS | VIS | CAP | CAP | CAP | CAP |
| Grupo B | PAL | PAL | CRU | CRU | CRU | CRU |

## Fase final
Em itálico, os times que possuem o mando de campo no primeiro jogo do confronto e em negrito os times classificados.
|  | Semifinais     | Semifinais | Semifinais | Semifinais |   |          | Final | Final |
|  |                |            |            |            |   |          |       |       |
|  | Mossoró        | 0          | 3          | 3 (3)      |   |          |       |       |
|  | Palmeira (pen) | 2          | 1          | 3 (5)      |   |          |       |       |
|  | Palmeira (pen) | 2          | 1          | 3 (5)      |   | Palmeira | 1     |       |
|  |                |            |            |            |   | Palmeira | 1     |       |
|  |                | Alecrim    | 0          |            |   |          |       |       |
|  | Alecrim        | Alecrim    | 0          | 0          | 3 | 3        |       |       |
|  | Alecrim        |            |            | 0          | 3 | 3        |       |       |
|  | Visão Celeste  | 1          | 0          | 1          |   |          |       |       |

## Premiação
| Campeonato Potiguar de Futebol Segunda Divisão 2018 |
| Goianinha                                           |
| --------------------------------------------------- |
| Palmeira Campeão (1° título)                        |

## Artilharia
Atualizado 26 de setembro de 2018
| Gols | Jogador             | Time              |
| ---- | ------------------- | ----------------- |
| 2    | Igor Gomes          | Alecrim           |
| 1    | Ronaldo Pool        | Alecrim           |
| 1    | Luiz Henrique       | Atlético Potiguar |
| 1    | Clebes Fernandes    | Mossoró           |
| 1    | João Victor         | Mossoró           |
| 1    | Neriberg Alex Gomes | Visão Celeste     |